# Nove Ložine
Nove Ložine so naselje v občini Kočevje.